# Nemesia manderstjernae
Nemesia manderstjernae is een spinnensoort in de taxonomische indeling van de bruine klapdeurspinnen (Nemesiidae).
Nemesia manderstjernae werd in 1871 beschreven door L. Koch.